# Halothamnus iraqensis
Halothamnus iraqensis är en amarantväxtart som beskrevs av Viktor Petrovitj Botjantsev. Halothamnus iraqensis ingår i släktet Halothamnus och familjen amarantväxter.

## Underarter
Arten delas in i följande underarter:
- H. i. hispidulus
- H. i. iraqensis